# Camouflage

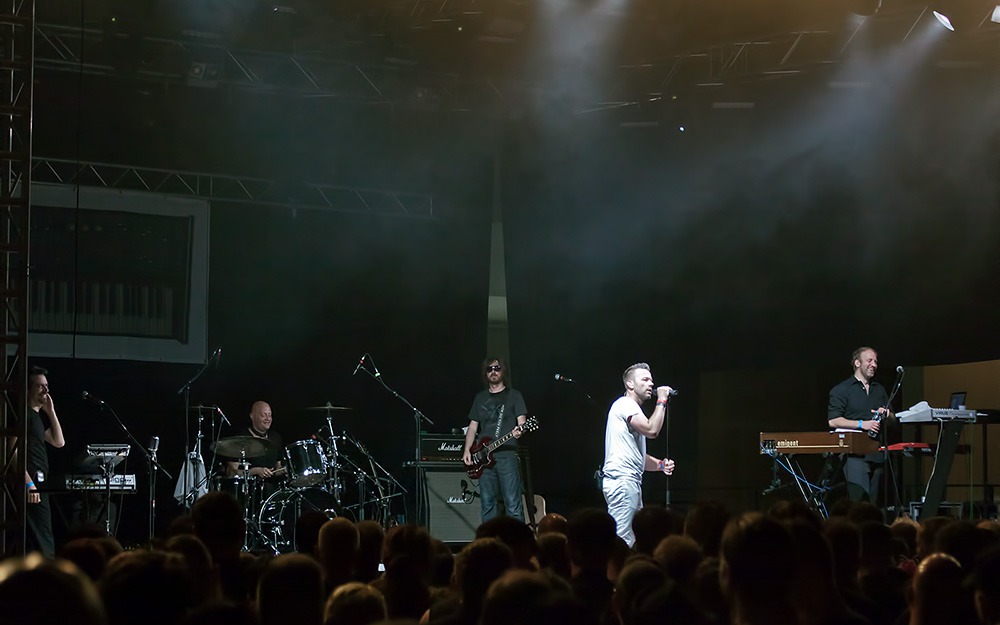
Camouflage 2011

«Camouflage» — німецький синті-поп-гурт, заснований у 1984 році Хайко Майле, Маркусом Майном та Олівером Крайзігом. На світовій сцені є відомим перш за все своїм синглом The Great Commandment, котрий потрапив до Billboard Hot 100 на 59-ту сходинку у 1988 році та провів три тижні на 1-му місці US Dance Chart. Також гурт мав два помірних за успіхом танцювальних хіти у 1989 році.

## Історія

### Створення гурту та перші кроки (1983—1985)
У 1983 році, четверо друзів Хайко Майле, Маркус Майн, Олівер Крайзіг, Мартін Кьолінг з невеликого німецького міста Бітігайм-Біссінген сформували гурт Licensed Technology. Квартет виявився не довготривалим у плані співробітнитства — і рік потому, гурт покинув Кьолінг. Після цього, реформований у тріо колектив взяв нову назву — Camouflage, за назвою одноіменної пісні гурту Yellow Magic Orchestra. Троє музикантів облаштували нову студію у підвалі будинку батьків Хайко, котрій дали назву «Boy's Factory» (англ. Хлопчача фабрика). Тоді-ж гурт почав виступати наживо у місцевих клубах. У 1985 році, музиканти записали на своїй студії дві демо-касети, котрі розіслали по звукозаписуючих компаніях. Данна акція не дала жодних результатів.

### Перший успіх. Альбом Voices & Images (1986—1988)
Рік потому, одна з раписаних раніше демо касет потрапила на конкурс талантів, котрий проводила радіостанція міста Гессен. В результаті гурт посів перше місце — і це дало змогу музикантам записатися на невеликій професійній студії «Westwood» у Франкфурті. Написану раніше пісню The Great Commandment було перезаписано та відправлено до великих звукозаписуючих компаній. Декілька з них виразили свою зацікавленість і після перемовин, музиканти вирішили підписати контракт з компанією Metronome.
За участі Акселя Хенігера «The Great Commandment» була знову перероблена у його студії та випущена у якості синглу у вересні 1987 року. За місяць до цього, 16 серпня гурт дебютував на німецькій телепередачі «Spruchreif» із новою піснею і дуже скоро запис зайняв 14-ту сходинку німецького чарту синглів. У лютому 1988 року гурт видав новий сингл — «Strangers' Thoughts», а у березні — дебютний альбом під назвою Voices & Images, котрий посів 16-ту сходинку. У травні вийшов третій сингл «Neighbours». Усі три пісні були додані у регулярну ротацію, колектив почав з'являтися у телепрограммах, але успіх не обмежився лише Німеччиною. Очоливши американський танцювальний чарт на три тижні із піснею «The Great Commandment», гурт відвідав Нью-Йорк, де уклав угоду з Atlantic Records, котра взяла на себе розповсюдження релізів колективу. В результаті сингл посів 59-те місце у Billboard Hot 100. Другим синглом у США вийшла «That Smiling Face».

### Продовження успіху. Альбом Methods of Silence (1989)
На початку 1989 року, Camouflage створюють нову студію «Boys Factory 2» у приміщенні старої фабрики, неподалік від рідного міста та починає запис нового альбому у Synsound Studio, що у Брюсселі. Музичним продюсером став учасник гурту Telex — Ден Лаксман. З його ініціативи гурт використав поєднання сучасних, на той момент музичних технологій та «музейного» студійного обладнання. На хвилі успіху першого альбому, компанія дає гурту повну свободу у реалізації власних ідей. Слідуючи новим течіям, музикантам вдається досягнути більш унікального звучання. У квітні виходить перший сингл з альбому під назвою «Love is a Shield», котрий затримався у німецькому хіт-параді на шість тижнів і досяг 9-ї сходинки. За місяць після цього вийшов й другий альбом — Methods of Silence, котрий досяг 13-ї сходинки. Влітку «Love is a Shield» було випущено у США, а в осені сам альбом було випущено більш ніж у двадцяти країнах світу. У жовтні виходить другий сингл з альбому — «One Fine Day», поісля чого відправляється у свій перший концертний тур, котрий був визнаний успішним. Випуск обох синглів дозволив гурту часто з'являтися на німецькому телебаченні.

### Крайзіг залишає гурт та зміна стилю. Альбом Meanwhile (1990—1991)
На початку 1990 року перкусіоніст Олівер Крайзіг пішов із гурту з особистих причин. Трохи згодом, у жовтні Майле та Майн почали роботу над третім по рахунку альбомом Meanwhile у Black Barn Studio, що у Англії. На цей раз посаду продюсера обійняв Колін Терстон, відомий своєю роботою з такими гуртами, як Duran Duran, Talk Talk та David Bowie. На подив прихильників, вони змогли почути на платівці живі ударні та партії інших інструментів, які було виконано запрошеними музикантами. Випущений у Німеччині та США перший сингл з альбому «Heaven (I Want You)», зміг потрапити тільки у німецькі чарти — і лише 57-му сходинку. Наступний подвійний сингл «This Day/Handsome» взагалі не потрапив у чарти. Сам альбом не зміг піднятися вище 61-ї сходинки, що означало значно низький показник у порівнянні із попередніми платівками.
Згодом, у 1995 році, Майн сказав наступне з приводу тих подій:

«Звісно ми-б хотіли, щоб усе було по-іншому…Але це було наше бажання — зробити альбом саме таким. З цієї причини ми вважали ситуацію нормальною. Озираючись назад сьогодні, було-б краще, якби нам порадило не міняти так різко стиль нашої музики. Але як сталося, так сталося…»

### Сайд-проект Areu Areu, спроби повернутися до коріння та альбом Bodega Bohemia (1992—1993)
У 1992 році Майле та Майн переїхали зі свого рідного міста до музичної столиці Німеччини — міста Гамбург. Там вони заснували власну музичну компанію та створили нову студію. Вирішивши трохи відпочити від діяльності своєї основної групи, музиканти заснували музичний проект Areu Areu, у рамках якого зробили записи, які представляли собою кавер-версії пісень The Beatles, Fad Gadget, Heaven 17, The Cure, Depeche Mode та декілька пісень з репертуару Camouflage раннього етапу творчості.
Всередині 1992 року, дует почав працювати над четвертим студійним альбомом, котрий отримав назву Bodega Bohemia. Робочий процес мав місце у тій самій студії та з тим самим продюсером, котрий допомагав музикантам записувати Methods of Silence у 1989 році. Також у роботі над платівкою взяли участь декілька запрошених музикантів. Метою такого вибору було повернення до електронного звучання настільки, наскільки це було-б можливо. У березні 1993 року було випущено сингл «Suspicious Love», котрий дуже швидко було продано тиражем у 20 000 екземплярів, відеокліп на пісню потрапив на ротацію MTV, а сама композиція часто звучала на хвилях радіостанцій. Проте це не допомогло запису де-інде потрапити до чартів. В основному це сталося з тієї причини, що компанія звукозапису віддавала пріоритет популярному та починаючому на той момент гурту Ace of Base та не змогла підтримати німців у повній мірі. Наступні релізи було приречено на провал і випущено лише у Німеччині. У травні побачив світ сам альбом Bodega Bohemia, у червні та серпні сингли «Close» та «Jealousy» відповідно. Як результат, домовленостей з приводу виходу альбому не було виконано і, після шести років співробітництва, гурт припинив відносини з компанією Metronome того-ж року.
З того часу Camouflage почали часто змінювати лейбли.

### Оперний проект, контракт з BMG та продюсування інших музикантів. Альбом Spice Crackers (1994—1996)
Поп-музика для гурту відійшла тимчасово на другий план. Через спільних знайомих музиканти познайомились з організаторами оперних проектів. Під впливом від сумісної зустрічі, музиканти присвятили більш ніж півроку новому оперному проекту, створюючи візуальну концепцію, нове звучання та нові демо-записи. Але на жаль, ця ідея лишилася незавершеною через суперечки між акціонерами та організаторами проекту. Після цього, Маркус та Хайко думали навіть залишити музичний бізнес назавжди.
Менеджер гурту Die Fantastischen 4 А."Ведмідь" Лескер дізнався про гурт, почувши сингл «Suspicious Love» та дізнавшись, що у музикантів немає контракту із компанією звукозапису, допоміг Camouflage укласти договір з BMG для продажу записів у Німеччині. Починаючи з жовтня 1994 року гурт почав роботу над новим матеріалом до четвертого студійного альбому Spice Crackers на власній студії у Гамбурзі. BMG дала повну творчу свободу. Музику, котру було написано для незавершеного оперного проекту (як наприклад твір «Je Suis Le Dieu») та більш відкритий підхід, знайшли місце на новій платівці. Натхненням до створення нової музики стали науково-фантастичні фільми. У березні 1995 року Camouflage дали концерт у Штуттгарті, дей відбулася презентація нового матеріалу. У серпні музиканти видали перший сингл з нового альбому — «Bad News», у вересні побачив світ і сам альбом Spice Crackers, а на початку 1996 року — другий сингл під назвою «X-Ray». Але через невірно обрану стратегію маркетингових досліджень та важкості розуміння концептуальності альбому для пересічного слухача, релізи також не мали успіху. Це стало причиною для розірвання відносин і з BMG.
У 1996 році музиканті представили на збірці Treasury ексклюзивну композицію «Winter». Тоді ж Майле та Майн переїхали до Штуттгарду, де Маркус почав працювати продакт-менеджером у фірмі звукузаписуючій фірмі, що належала Die Fantastischen 4 (відомій, як «Four Music»), а Хайко став вільним музикантом і почав продюсувати музику інших музикантів з абсолютно різними стилями, включаючи Хауз та Hip-Hop.

### Перша збірка хітів We Stroke The Flames (1997—1998)
Колектив продовжував вести переговори з лейблами і черговим став Sony Music. Ця компанія планувала випустити альбом реміксів, перш ніж буде видано новий матеріал. У цей самий час, Polydor (котра придбала права на каталог Metronome) випустила збірку кращих пісень We Stroke The Flames та обмеженим теражем максі-сингл із реміксами, які вже раніше виходили на пісні «Suspicious Love», «Handsome» та «Love is a Shield» без участі Хайко та Маркуса. Колишній учасник гурту, перкусіоніст Олівер Крайзіг (котрий підтримував хороші стосунки з гуртом) працював у Polydor та відповідав за дизайн та презентацію збірки We Stroke The Flames (він створив обкладинки для альбому та максі-синглу)

### Пошук лейблів, повернення Крайзіга у гурт та новий сингл (1999—2000)
Через реліз We Stroke The Flames перемовини із Sony Music зайшли у глухий кут. В результаті, було підписано контракт із Virgin, котра також проявила інтерес до гурту.
Після дев'ятирічної паузи, у 1999 році Олівер Крайзіг отримав запрошення від Хайко та Маркуса повернутися до колективу. У червні того-ж року тріо було випущено новий сингл «Thief», який являв собою зразок класичного звучання Camouflage. Сингл потрапив до чартів та провів там два тижні (вперше з часів «Heaven (I Want You)» 1991 року). Недивлячись на юридичні негаразди, музиканти продовжували писати нові пісні та виступати.
Тим часом, учасники гурту змінювали свої місця проживання. Маркус переїхав з Штутгарту в Берліну, де влаштувався на посаду продакт-менеджера компанії Sony Music. Хайко в свою чергу продовжував продюсувати інших музикантів, записувати їх на своїй студії «Saal 3» у Штутгарті та писати музику для рекламних роликів. Олівер все-ще працював у Polydor у Гамбурзі.
У червні 2000-го року, гурт вперше за довгий час виступив у Фрайберзі. Шанувальники разом із Camouflage святкували їх воз'єднання.

### Ще одна збірка хітів, проект Resistance D, перезапис«The Great Commandment»та початок запису нового альбому (2001)
У лютому 2001 року на Metronome (на той час вона вже стала частиною Polydor) світ побачила нова збірка кращих речей гурту під назвою Rewind, у роботі над якою вже самі музиканти брали участь. Усі композиції було підібрано по бажанню музикантів, а лімітоване видання містило DVD з відеокліпами гурту. У той самий час альбом We Stroke The Flames було відізвіано з магазинів.
У лютому Polydor випустила сингл «You Were There» від танцювального проекту Resistance D, котрий надто був схожим на Camouflage. Це стало причиною для пліток. Все стало зрозуміло, коли стало відомо, що у проекті брали участь Маркус та його друзі з Паскаль F.E.O.S. та Майк Моріс. Маркус, в свою чергу, допомагав у написанні пісні та записав вокал для неї. Сингл піднявся до 63-ї сходинки.
Недивлячись на те, що новий матеріал ще не був готовий, була вже відома його назва — «Sensor». Перед релізом нового альбому, компанія Virgin запропонувала музикантам нагадати про себе. В результаті гурт перезаписав та видав свій перший сингл під назвою «The Great Commandment 2.0» Щоб уникнути конфлікту із колишньою компанією звукозапису, вокал було записано наново. Продюсуванням роботи зайнялося тріо Toy з Лондону, котрі співпрацювали з гуртом Depeche Mode під час запису альбому Ultra. Частину ударних партій виконав концертний ударник депешів — Крістіан Айнер. «The Great Commandment 2.0» протримався у чатах три тижні і не піднявся вище 83-ї сходинки. Такий результат залишав мало надій на вихід «Sensor» на Virgin.
У середині року, Олівер Крайзіг переїхав до Берліну. Тоді-ж гурт дає три концерти. Одним з них став перший виступ на фестивалі Wave Gotik Treffen у Лейпцизі.

## Музиканти

### Поточний склад
- Хейко Майле (нім. Heiko Maile) — вокаліст (1983 — н.ч.)
- Маркус Мейн (нім. Marcus Meyn) — клавішник (1983 — н.ч.)
- Олівер Крайзіг (нім. Oliver Kreyssig) — клавішник, перкуссіоніст (1983—1990, 1999 — н.ч.)

### Колишні учасники
- Мартін Кьолінг (нім. Martin Kähling)  — клавішник (1983—1984)

## Дискографія

### Студійні альбоми
| Рік  | Назва альбому      | Позиція у чартах | Кількість тижнів у чартах |
| ---- | ------------------ | ---------------- | ------------------------- |
| 1988 | Voices & Images    | 16               | 12                        |
| 1989 | Methods of Silence | 13               | 24                        |
| 1991 | Meanwhile          | 61               | 6                         |
| 1993 | Bodega Bohemia     | 90               | 3                         |
| 1995 | Spice Crackers     | -                | -                         |
| 2003 | Sensor             | 26               | 4                         |
| 2006 | Relocated          | 57               | 2                         |
| 2015 | Greyscale          | 14               | 2                         |

### Сингли
| Рік  | Назва                               | Німеччина | Австрія | Швейцарія | Франція | США | Альбом             |
| ---- | ----------------------------------- | --------- | ------- | --------- | ------- | --- | ------------------ |
| 1987 | «The Great Commandment»             | 14        | -       | -         | 45      | 59  | Voices & Images    |
| 1988 | «Strangers' Thoughts»               | 20        | -       | -         | -       | -   | Voices & Images    |
| 1988 | «Neighbors»                         | 50        | -       | -         | -       | -   | Voices & Images    |
| 1989 | «That Smiling Face»                 | -         | -       | -         | -       | -   | Voices & Images    |
| 1989 | «Love Is a Shield»                  | 9         | 11      | 29        | -       | -   | Methods of Silence |
| 1989 | «One Fine Day»                      | -         | -       | -         | -       | -   | Methods of Silence |
| 1991 | «Heaven (I Want You)»               | 57        | -       | -         | -       | -   | Meanwhile          |
| 1992 | "«This Day»/«Handsome»"             | -         | -       | -         | -       | -   | Meanwhile          |
| 1993 | «Suspicious Love»                   | -         | -       | -         | -       | -   | Bodega Bohemia     |
| 1993 | «Close (We Stroke the Flames)»      | -         | -       | -         | -       | -   | Bodega Bohemia     |
| 1993 | «Jealousy»                          | -         | -       | -         | -       | -   | Bodega Bohemia     |
| 1995 | «Bad News»                          | -         | -       | -         | -       | -   | Spice Crackers     |
| 1996 | «X-Ray»                             | -         | -       | -         | -       | -   | Spice Crackers     |
| 1999 | «Thief»                             | 94        | -       | -         | -       | -   | Sensor             |
| 2001 | «The Great Commandment 2.0»1        | 85        | -       | -         | -       | -   |                    |
| 2003 | «Me And You»                        | 53        | -       | -         | -       | -   | Sensor             |
| 2003 | «I Can't Feel You»                  | 75        | -       | -         | -       | -   | Sensor             |
| 2006 | «Motif Sky»                         | -         | -       | -         | -       | -   | Relocate           |
| 2006 | «Something Wrong»                   | -         | -       | -         | -       | -   | Relocate           |
| 2007 | «The Pleasure Remains»              | -         | -       | -         | -       | -   | Relocate           |
| 2015 | «Shine»                             | -         | -       | -         | -       | -   | Greyscale          |
| 2015 | «Count On Me» (feat. Peter Heppner) | -         | -       | -         | -       | -   | Greyscale          |

Примітка
- 1 — перезаписана версія